# Podhradí (Zlín)
Podhradí (in tedesco Freiheit) è un comune della Repubblica Ceca facente parte del distretto di Zlín, nella regione di Zlín.